# Cristina Henríquez
Cristina Henríquez, (Newark (Delaware) , 1978 ) é uma escritora estadounidense de origem panamenho. Em 2014 publicou o seu segundo romance, The Book of Unknown Americans (O livro dos estadounidenses desconhecidos), eleito como melhor livro do mês de junho nesse ano segundo a lista de Amazon.

## Biografia
Cristina Henríquez é filha de Pantaleón Henríquez “Tercero” e neta de Pantaleón Henríquez Bernal. Seu pai, originario de Panamá, transladou-se aos Estados Unidos em 1971 para assistir à universidade. 
A sua mãe é de Nova Jérsia e trabalhou em escolas públicas de Delaware como tradutora.
Cristina Henríquez nasceu em Delaware e educou-se em Estados Unidos, mas passou os verãos em Panamá. Quando era menina não falava espanhol, pelo que em suas visitas "não tinha mais remédio que se sentar e observar" o que se passava, o que depois evocou em seus escritos, particularmente a calidez e a alegria da vida familiar entre a família do seu pai. Henríquez vive em Chicago, Illinois. 

## Educação
Henríquez assistiu à Universidade do Noroeste. Especializou-se em inglês e se graduó em 1999. Depois obteve uma maestría em Belas Artes no Programa de Escritura Criativa da Universidade de Iowa.
Enquanto esteve em Iowa, Henríquez escriveu sobre Panamá. Mais tarde converter-se-ia no palco de seus dois primeiros livros, mas nas aulas só apresentava histórias sobre os Estados Unidos, com personagens americanas, apesar de que seu interesse era outro, justificando a mudança como uma espécie de vacina.

## Inícios na literatura
Num artigo em The New Yorker, Henríquez explicou como começou seu interesse pela escritura: “comecei a escrever na escola secundária e fiz-o para um menino". O garoto, apaixonado, deu-lhe um diário e pediu-lhe que escrevesse todo o que lhe quisesse dizer e lho entregasse ao final do curso. Ela começou o diário lhe escrevendo... “Mas não passou muito tempo dantes de que descobrisse que estava a escrever para mim e pelo puro prazer do acto de escrever. Tomei gosto. Sentava-me à noite e garabateaba página após página contando coisas, provando maneiras de dizê-las, com um sentimento de liberdade absoluto.” O ardor por escrever substituiu ao afecto não correspondido para seu pretendido apaixonado. “Tão cedo como fiquei sem espaço nesse diário, comecei outro, e depois outro. Não tenho deixado de escrever desde então”.

## Obras
- Come Together, Fall Apart. A sua primeira participação num livro foi uma colecção chamada Come Together, Fall Apart., que contém oito contos e uma novela curta, publicado o 4 de abril de 2006 por Riverhead .[2] O crítico literário Thomas Beller disse do livro: "A ficção de Henríquez oferece intensos primeiros planos de jovens panamenhos cujas vidas estão numa enorme mudança... Sempre parece estar a procurar particulares momentos de graça".[2]
- The World in Half. O seu primeiro romance, The World in Half, foi publicado por Riverhead três anos depois, o 16 de abril de 2009.[2] A novela segue a uma jovem de Chicago que viaja a Panamá para procurar laços familiares ali. Em The Washington Pós, Jonathan Yardley qualificou o livro como uma "primeira novela interessante, ainda que ligeira... que seguramente dará uma nota familiar e comovente a muitos outros residentes deste país que estão a tratar de reconciliar identidades divididas e lealdades divididas".[2]
- The Book of Unknown Americans, segundo romance de Henríquez, publicou-se em 2014 em Knopf.[3] The Daily Beast qualificou-a como romance do ano 2014.[2]
- The Summer House, (2021).
- The Great Divide, novela épica sobre a construção do canal de Panamá. (2024)[2]